# Hangeul-Tag

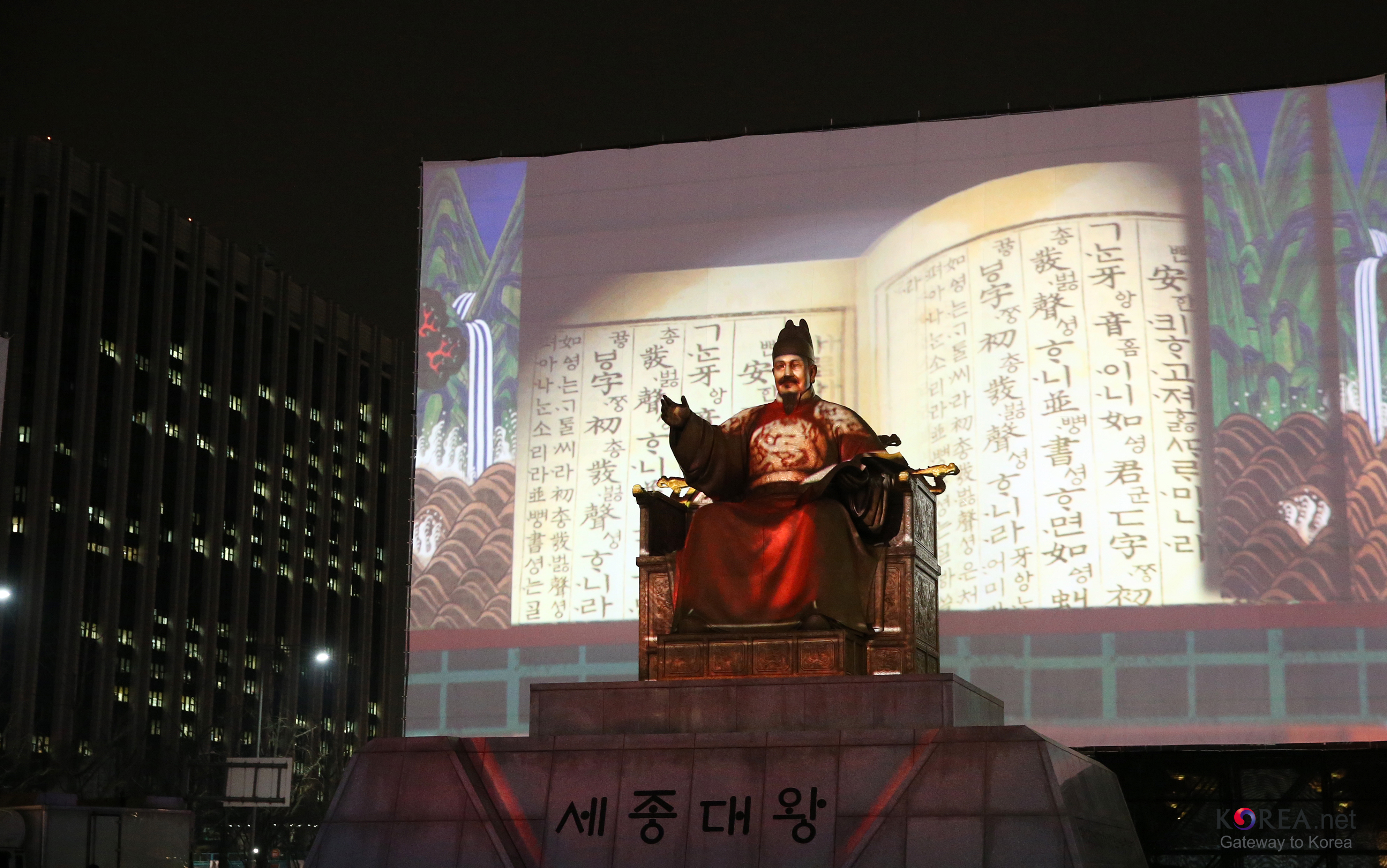
Feier des Hangul-Tages, Gwanghwamun, Seoul, Korea am 9. Oktober 2012

Der Hangeul-Tag bzw. Chosŏn’gŭl-Tag (auch Tag der Verkündung des Hangeul oder Tag des koreanischen Alphabets) ist ein nationaler Gedenktag Koreas zur Erinnerung an  die Erfindung und Verkündung des koreanischen Alphabets, des Hangeul, durch König Sejong, der in Südkorea am 9. Oktober und in Nordkorea am 15. Januar begangen wird.
Der Status des Hangeul-Tages als gesetzlicher Feiertag wurde 1991 in Südkorea auf Druck der führenden Arbeitgeber abgeschafft, um die Zahl der Arbeitstage zu erhöhen. 2013 wurde wieder der alte Status als gesetzlicher Feiertag eingeführt.
In Nordkorea wird der Feiertag unter der Bezeichnung Chosŏn’gŭl-Tag am 15. Januar begangen, da man dort annimmt, dass an jenem Tag im Jahre 1444 (bzw. 1443 nach dem Mondkalender) das sogenannte Hunmin Jeongeum, der Text zur Einführung des neuen Alphabets, geschaffen wurde. Der Tag wird nicht groß gefeiert, da man davon ausgeht, dass die Zeichen schon zuvor existierten und nur durch den König Sejong geordnet worden lassen sind. Es wird davon ausgegangen, dass keine neue Schrift geschaffen wurde, sondern eine ältere lediglich fortgeführt wurde. In Südkorea geht man davon aus, dass der Text am 9. Oktober 1446 veröffentlicht wurde.